# مورگان فارلی
مورگان فارلی (به انگلیسی: Morgan Farley) (زاده ۳ اکتبر ۱۸۹۸-درگذشته ۱۱ اکتبر ۱۹۸۸) بازیگر آمریکایی بود.
از فیلم‌های معروف او می‌توان به بازی در فیلم آخرین سرمایه‌دار بزرگ و میمون زرنگ اشاره کرد.